# (400354) 2007 VV109
(400354) 2007 VV109 es un asteroide perteneciente al cinturón de asteroides descubierto el 3 de noviembre de 2007 por el equipo del Spacewatch desde el Observatorio Nacional de Kitt Peak, Arizona, Estados Unidos.

## Designación y nombre
Designado provisionalmente como 2007 VV109.

## Características orbitales
2007 VV109 está situado a una distancia media del Sol de 2,395 ua, pudiendo alejarse hasta 3,033 ua y acercarse hasta 1,758 ua. Su excentricidad es 0,266 y la inclinación orbital 13,13 grados. Emplea 1354,58 días en completar una órbita alrededor del Sol.

## Características físicas
La magnitud absoluta de 2007 VV109 es 17,4. 